# Katarina brandstation

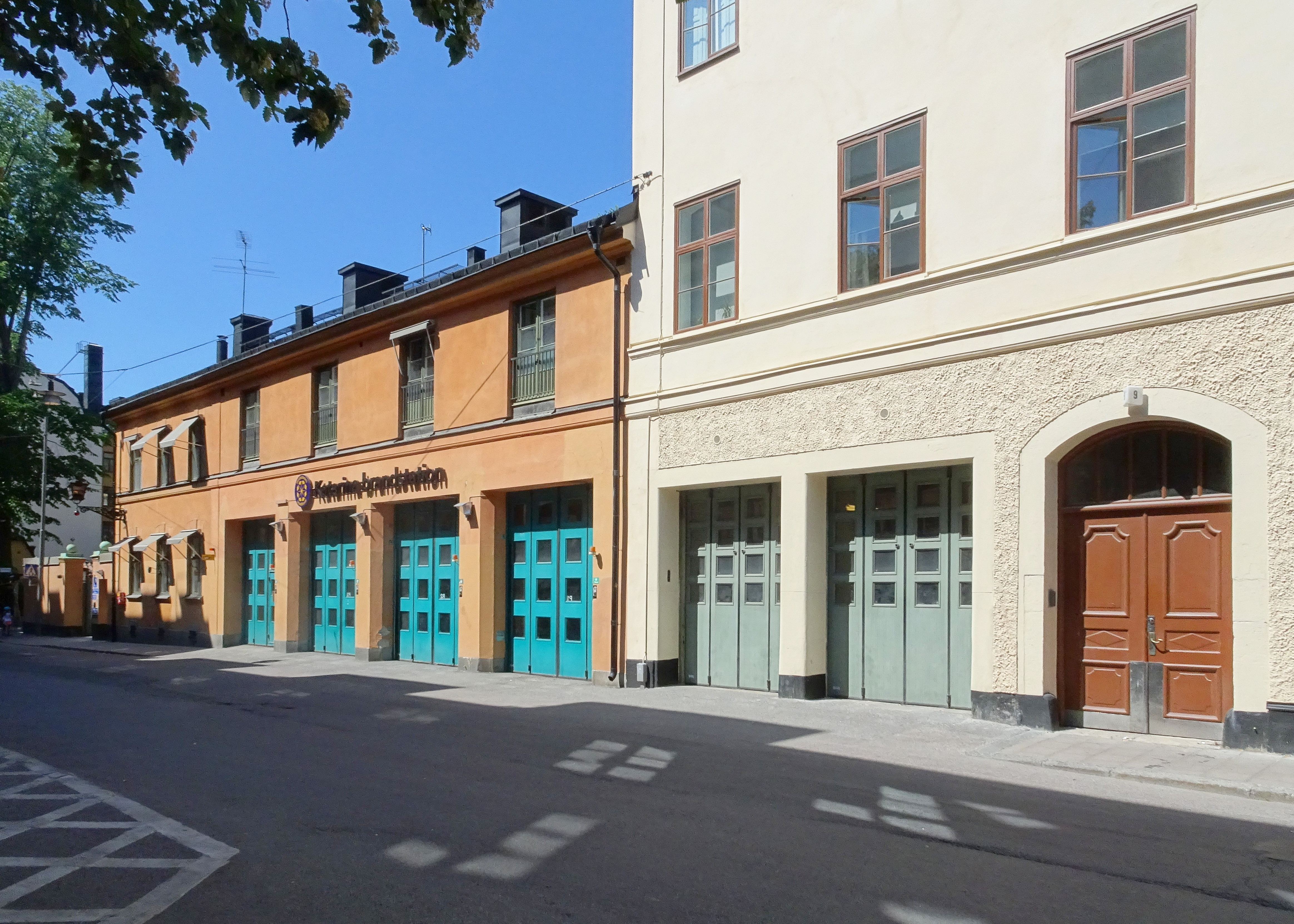
Brandstationens fasad mot Tjärhovsgatan i juni 2019.

Katarina brandstation ligger i hörnet Katarina västra kyrkogata / Tjärhovsgatan 9–11 på Södermalm i Stockholm och är Storstockholms brandförsvars äldsta anläggning och världens äldsta i bruk varande brandstation på samma plats.  Katarina brandstation är en av fyra stationer i Stockholms innerstad, de andra tre är Kungsholmens brandstation, Johannes brandstation och Östermalms brandstation. Vaktdistriktet sträcker sig från Gamla Stan i norr till Globen och Björkhagen i söder och från Hornstull i väster till Nacka kommun i öster.

## Historik
Stationen ligger i den så kallade  Sifwertska kasernen som uppfördes på 1780-talet för bryggaren Lorentz Sifwert. Efter att Stockholms stad förvärvade fastigheten 1812 nyttjades lokalerna för bland annat Stadsvakten i Stockholm, som tillfälligt kolerasjukhus och för polisen.
Brandstationen flyttade in i västra delen av Sifwertska kasernen, gamla stallet mot Tjärhovsgatan samt gårdsflygeln och invigdes den 1 juli 1876. Katarina blev då en av Stockholms två huvudstationer. Den andra var Johannes brandstation (invigd 1878) på Norrmalm. Dessutom fanns fem understationer eller vaktstationer, som låg på Södermalm (Maria brand- och polisstation), på Östermalm (Östermalms brandstation), på Kungsholmen (Kungsholmens brandstation), på Djurgården (Djurgårdens brandstation) och i Gamla stan (Rådstugans brandstation) i Bondeska palatset.
År 1895 genomfördes en stor om- och tillbyggnad av brandstationen. Ett antal mindre byggnader revs och ersattes av bland annat ett större spruthus mot Tjärhovsgatan. Till stationen hörde på 1890-talet fem lägenheter med 14 rum och fem kök, tre logement och ett större kök för manskapet, dessutom verkstad, expedition, vaktrum och telegrafrum. Katarina brandstation hade ursprungligen plats för 9 hästar, men dessa ersattes av bilar 1914 och spruthuset samt stallet byggdes om till garage. I början av 1980-talet skedde den senaste upprustningen som utfördes efter ritningar av Stockholms fastighetskontors byggnadsavdelning.

### Historiska bilder

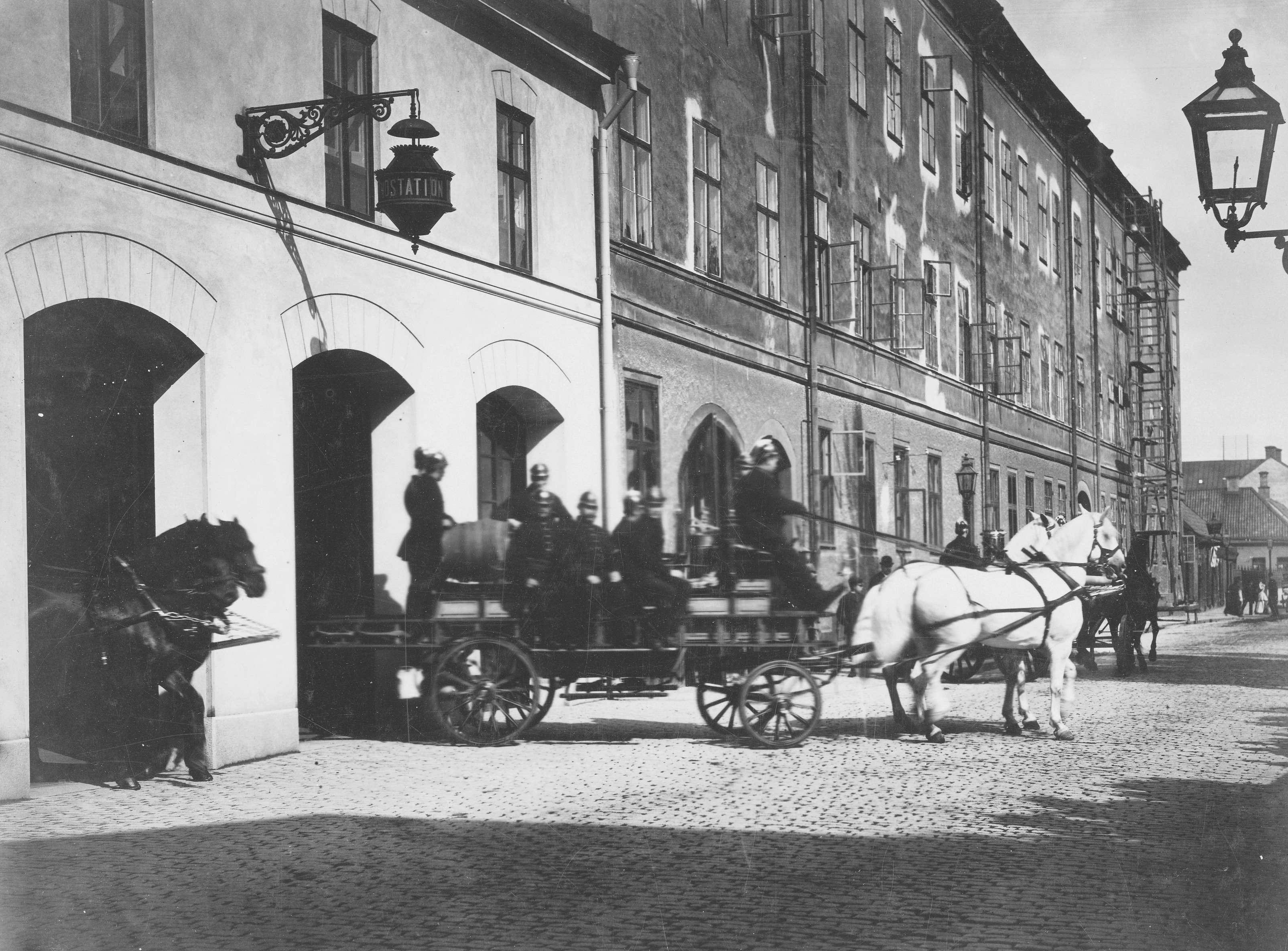
Utryckning 1897.
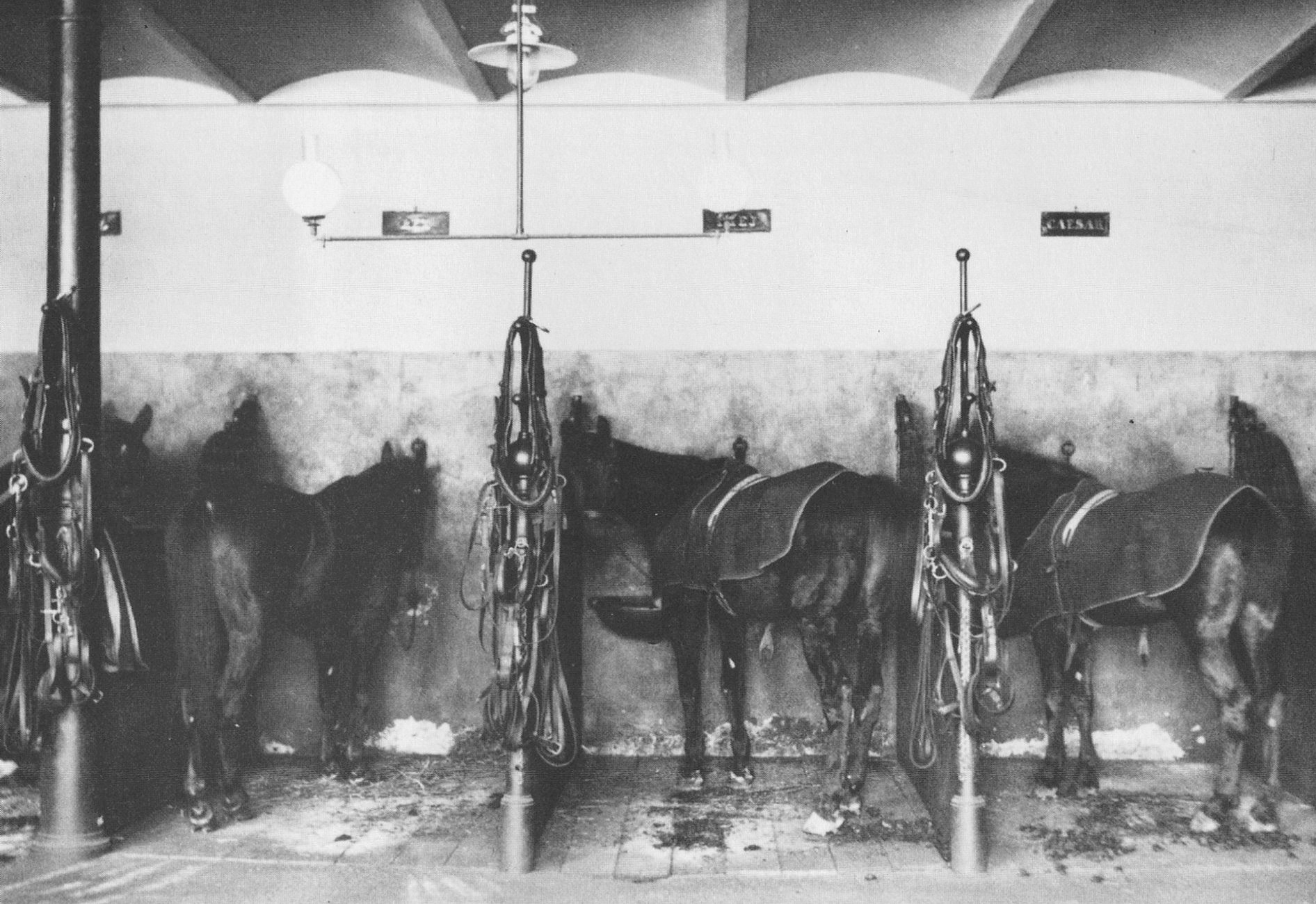
Stationens häststall.
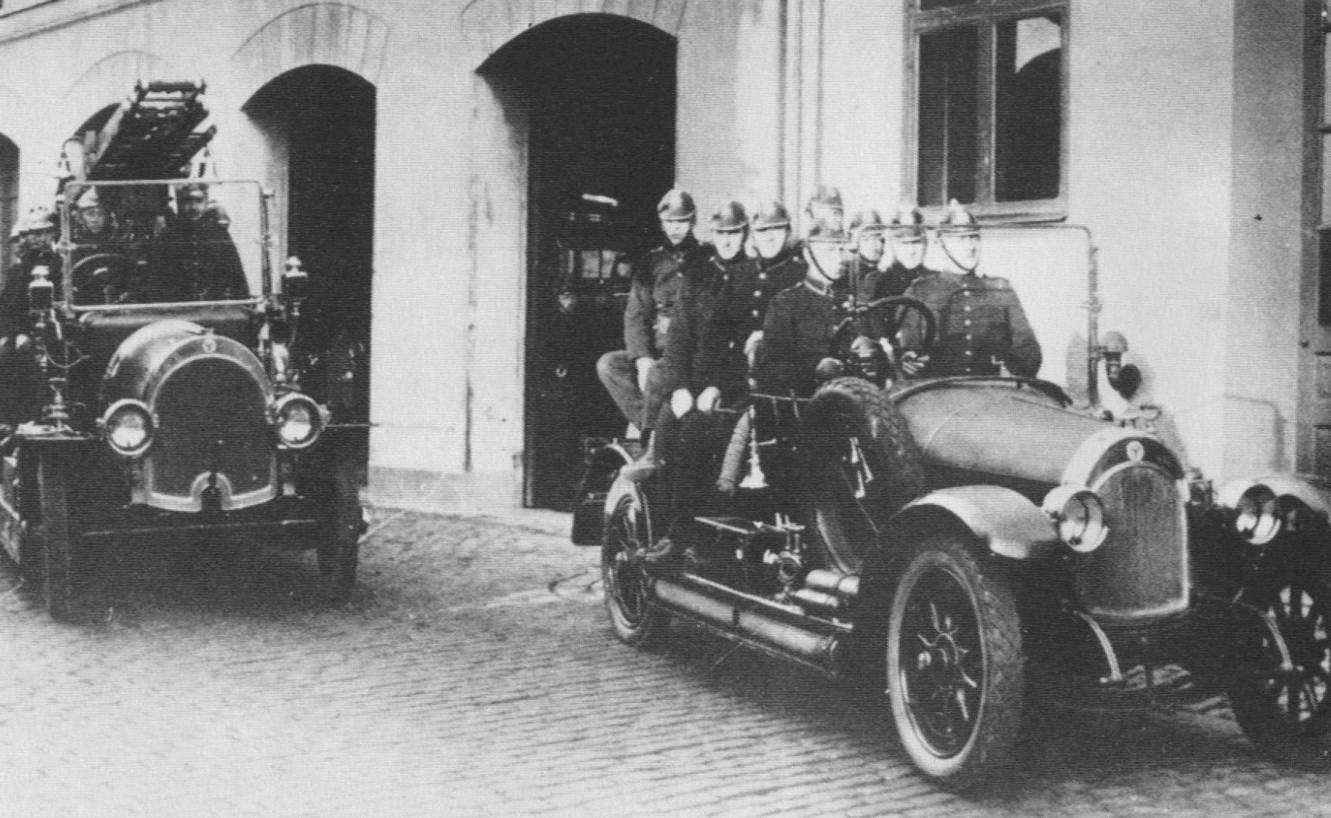
Uppställning, motorfordon 1926.
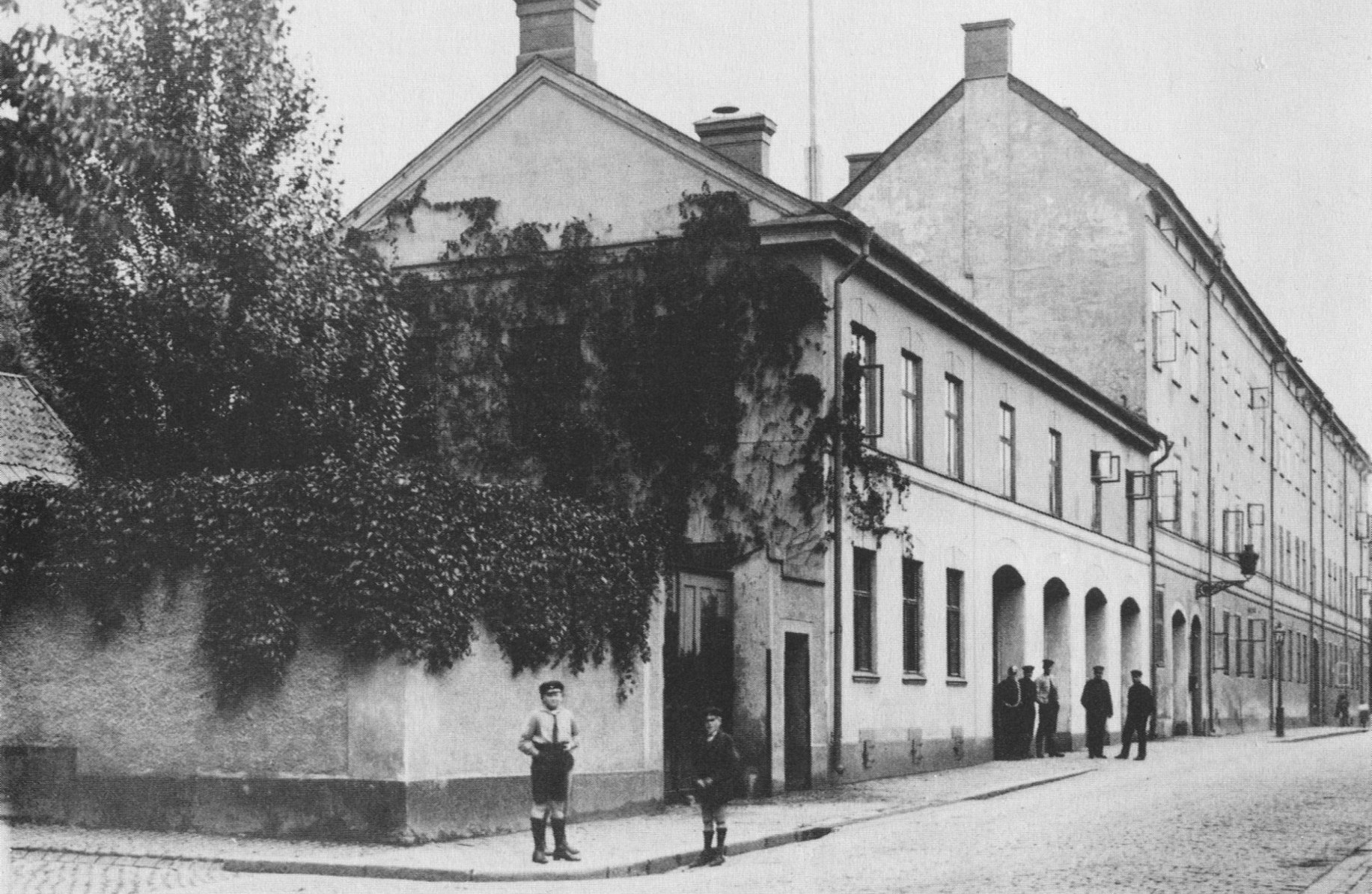
Katarina brandstation 1931.
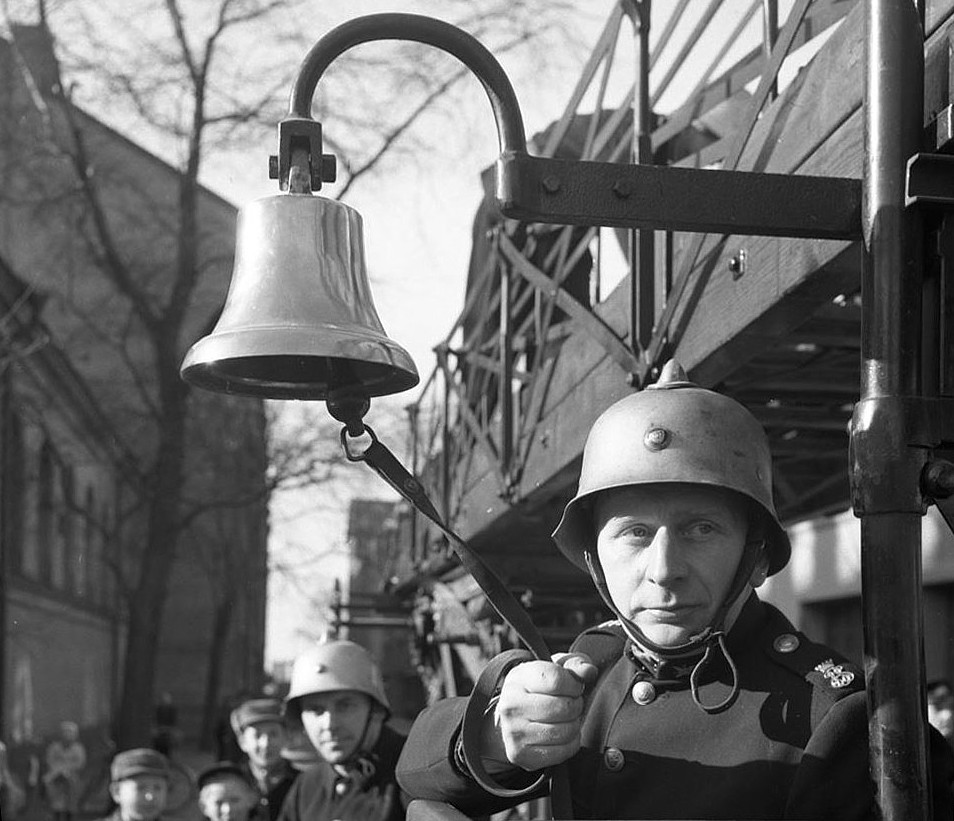
Utryckning 1949.

## Brandstationen idag
Brandstationen har förutom i fastigheten Sturen mindre 1 fortfarande lokaler i västra delen av Sifwertska kasernen och i källarvåningen kan man se vackra valv från den gamla bryggeribyggnaden. Östra delen av Sifwertska kasernen (fastigheten Sturen mindre 2) inhyser bostäder och ett hotell som ägs och förvaltas av AB Stadsholmen.
Brandmännen på Katarina brandstation är specialutbildade i RITS (RäddningsInsatser Till Sjöss) vilket innefattar livräddning, brandsläckning och miljöräddning till sjöss.  Dagens brandbilar är märkta med siffror i serien 130–139. Delar av TV-serien NileCity 105,6 spelades in här. Fastigheten Sturen mindre 1 där huvuddelen av Katarina brandstation ligger är grönmärkt av Stadsmuseet i Stockholm vilket innebär att bebyggelsen bedöms vara särskilt värdefull från historisk, kulturhistorisk, miljömässig eller konstnärlig synpunkt.

## Museum
Inne i brandstationens tidigare stall, som uppfördes 1857 för Stadsvakten finns ett mindre arbetslivsmuseum. Katarina Brandmuseum öppnades 1992 och drivs av den ideella föreningen ”Röda Hanen”. 

### Nutida bilder

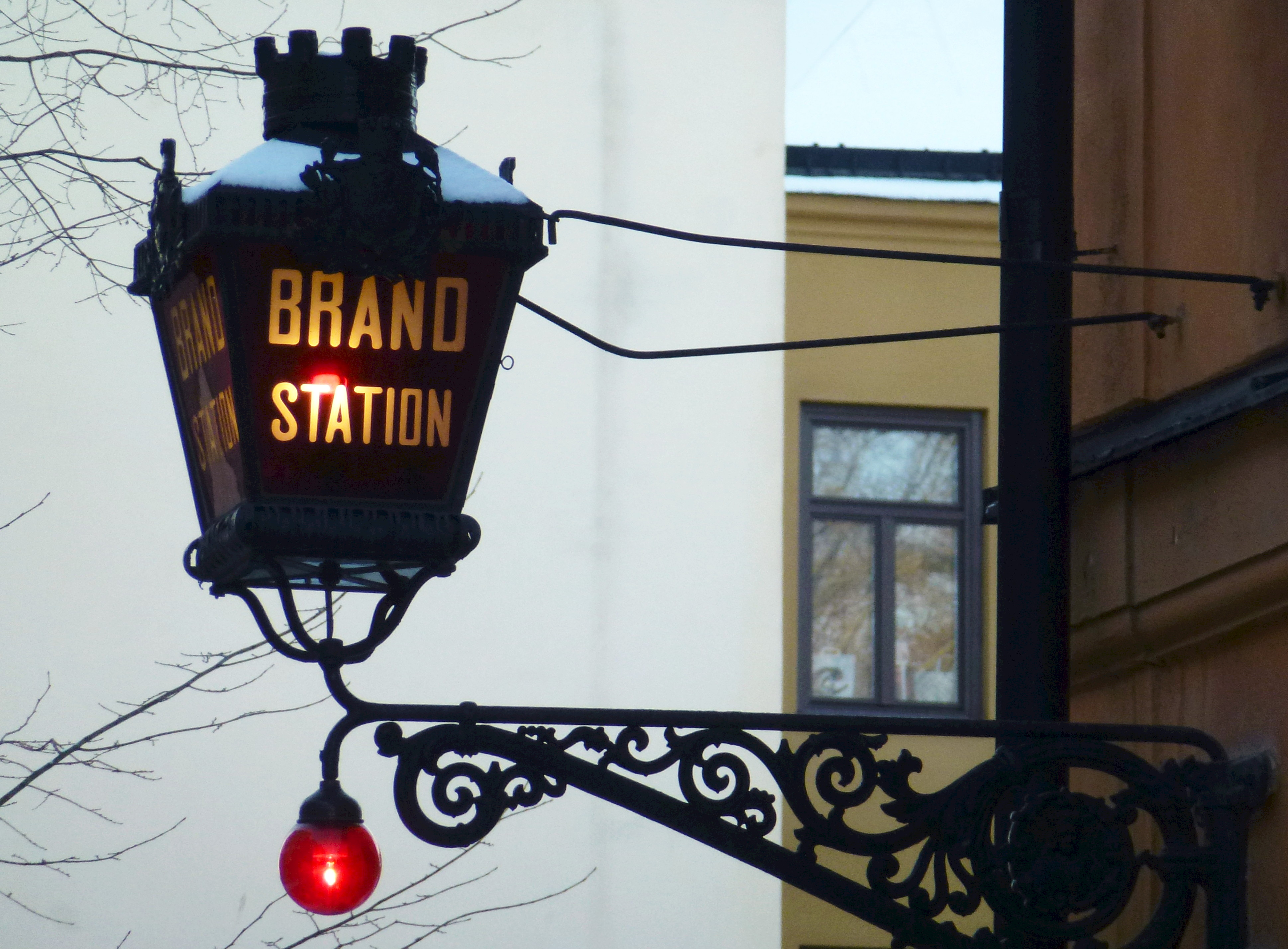
Stationslyktan.
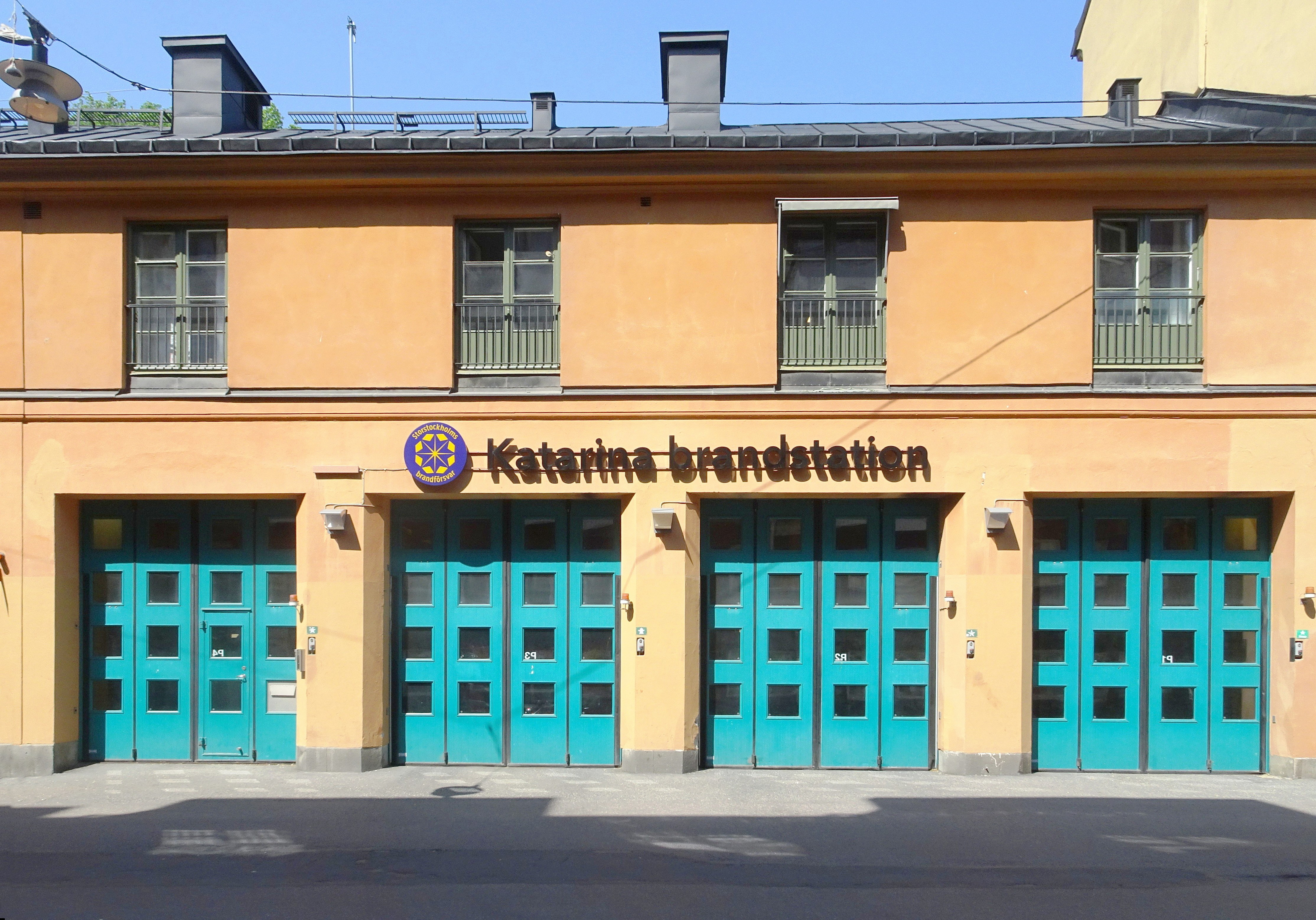
Portarna.
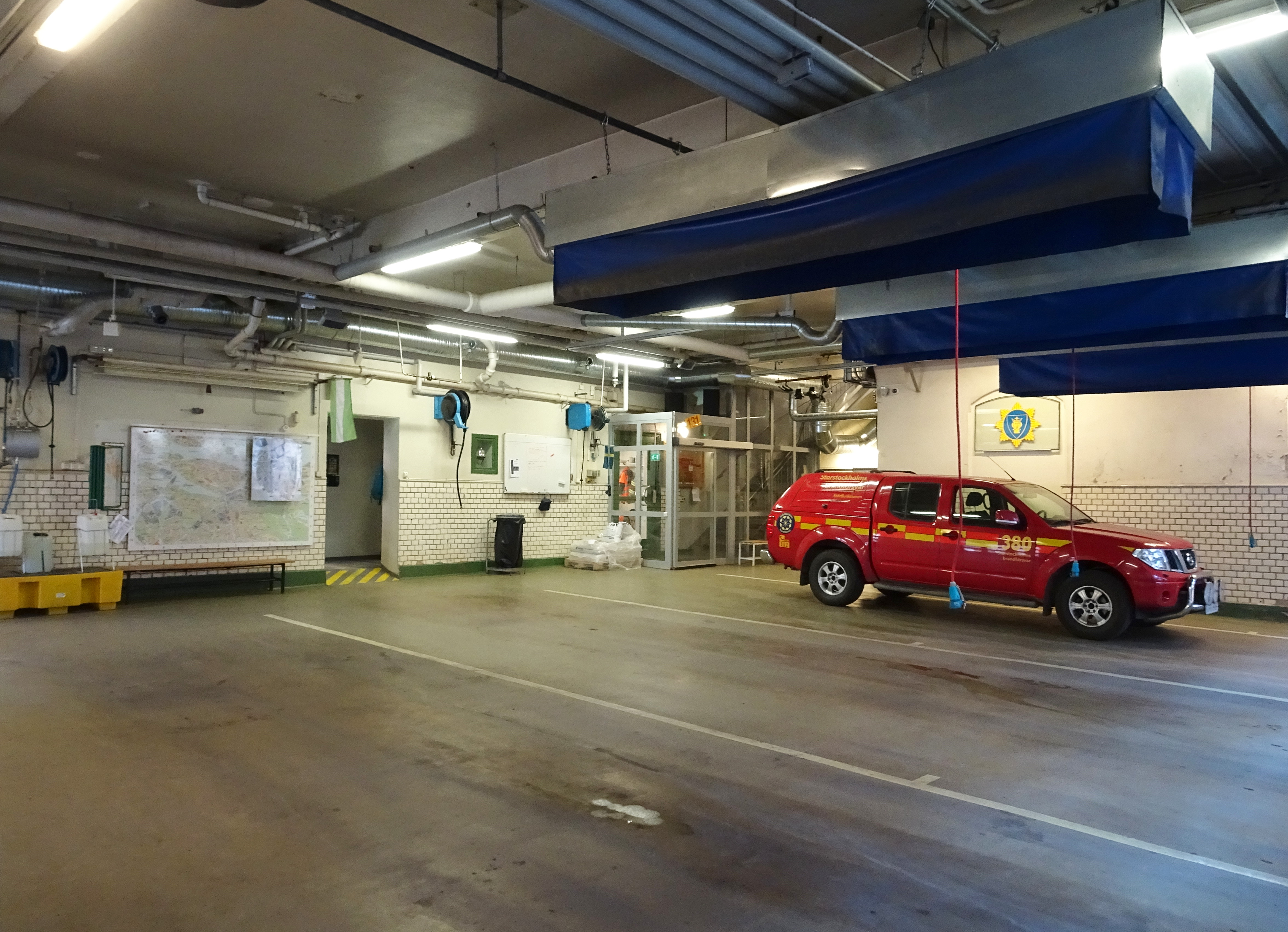
Vagnhallen.
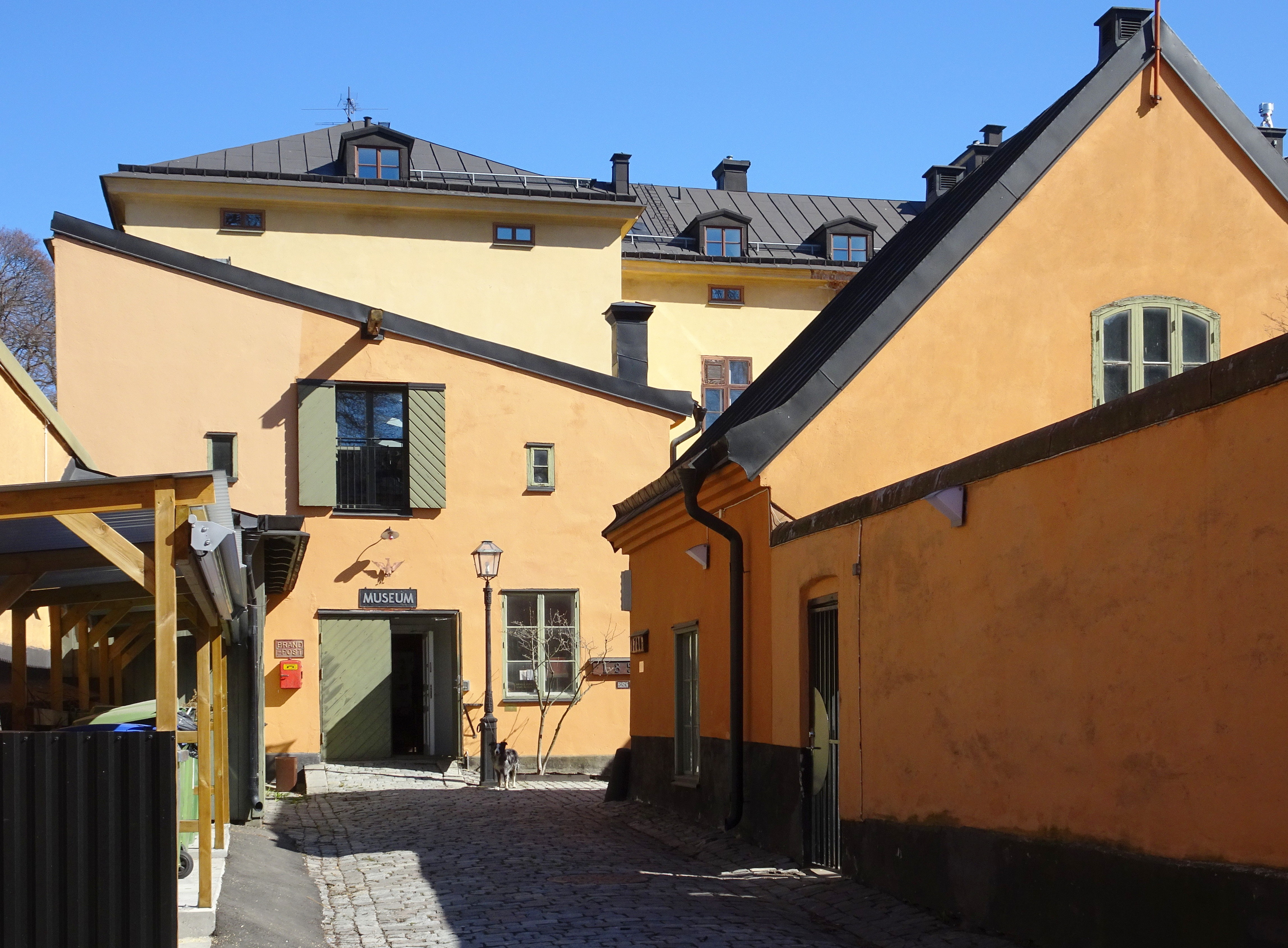
Gården.
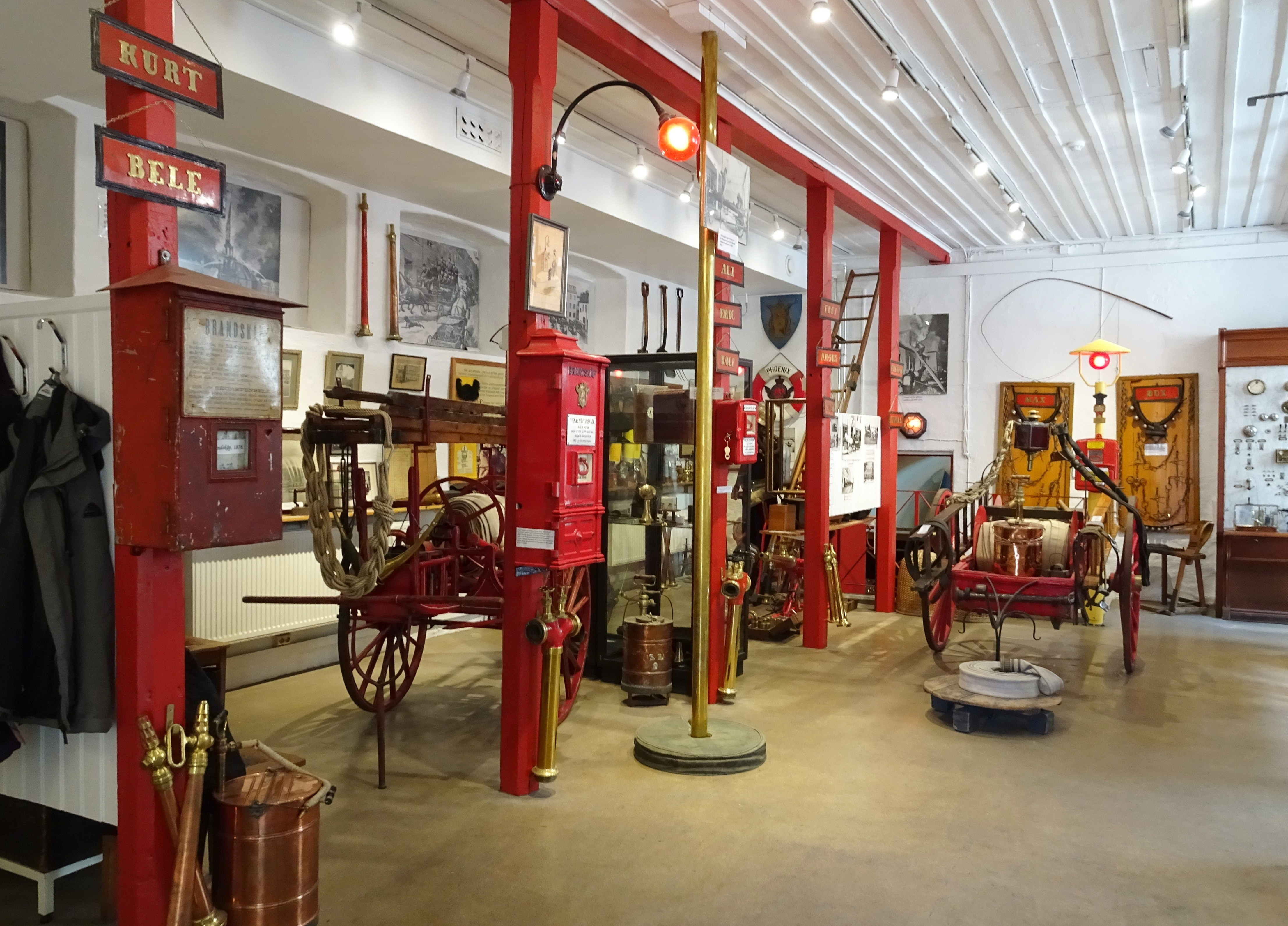
Katarina Brandmuseum.

## Världsrekord
8 December 2022 skrev Katarina brandstation in sig i Guinness rekordbok som världens äldsta brandstation som fortfarande är i användning.